# Frank Duval
Pour les articles homonymes, voir Duval.
Frank Duval (né le 22 novembre 1940 à Berlin) est un compositeur, chanteur et arrangeur allemand.

## Biographie
Il est le descendant d'une ancienne famille de huguenots puis d'artistes. Son père est peintre, l'une de ses tantes aussi. Son grand-père est rédacteur en chef du Berliner Zeitung.
Frank Duval est acteur à l'âge de douze ans à l'Amerika-Haus (de) et au Kurfürstendamm, notamment à côté de Harald Juhnke (de). En 1954, il devient assistant à la mise en scène aux Vaganten Bühne (de). En 1956, il suit une formation de danseur avec Tatjana Gsovsky. En 1958, il commence à se produire dans la chanson schlager avec sa sœur Maria. En 1960, la chanson Ich fahr’ mit dir und du mit mir devient le générique de la loterie de l'ARD. Après plusieurs succès, ils se séparent en 1962. L'année suivante, Frank Duval obtient le rôle de Freddy dans l'adaptation allemande de la comédie musicale My Fair Lady. Il rencontre l'actrice Karin Hübner qu'il épouse. Jusqu'en 1965, il est comédien, comme dans Natürlich die Autofahrer (de) avec Heinz Erhardt. Cette année, il découvre la composition musicale avec Heinz-Günter Stamm (de) à l'occasion d'une pièce radiophonique. Dès lors, la Bayerischer Rundfunk l'engage pour ses grandes productions musicales et ses pièces radiophoniques comme l'adaptation de Le Guide du voyageur galactique par Otfried Preussler et Michael Ende.
Au début des années 1970, en écrivant et en composant pour des artistes comme Margot Werner (de), Maria Schell, Klaus Löwitsch, Peter Alexander, Bata Illic ou Alexandra, Duval développe sa propre signature musicale et a de plus en plus de succès. À partir de 1977, il compose des bandes originales de films comme Bitte lasst die Blumen leben, et les génériques de séries policières comme Inspecteur Derrick , Le Renard. Pour ces deux séries, il écrit plus de 200 titres. Il obtient un succès international avec Give Me Your Love, le générique de la série Unsere schönsten Jahre (de). La bande originale devient If I could fly, son premier album à avoir du succès.
Depuis 1985, il vit en retraite à La Palma (îles Canaries) avec sa femme Kalina Maloyer, peintre et écrivaine de paroles de chansons. Il s'intéresse à la Nouvelle Musique et à d'autres domaines artistiques comme la vidéo en travaillant avec sa femme.
Les génériques de l'Inspecteur Derrick ou du Renard, diffusées dans 94 pays, lui valent une reconnaissance internationale. En 1981, sa chanson Angel of Mine se vend à 750 000 exemplaires au Brésil.
Dans les années 1980, il écrit et arrange la musique des publicités de Porsche, Mercedes-Benz et BMW.

## Discographie

### Albums
- Die Schönsten Melodien aus Derrick und Der Alte (1979)
- Angel of Mine (1981)
- Face to Face – Music from the Serials Derrick and Der Alte (1982)
- Feel Me (1982)
- If I Could Fly Away (1983)
- Orphee (1983)
- Living Like a Cry (1984)
- Die Größten Erfolge (1985) (Club Edition)
- Time for Lovers (1985)
- Bitte laßt die Blumen leben (1986)
- When You Were Mine (1987)
- Greatest Hits (AMIGA 1988)
- Touch My Soul (1989)
- Seine Größten Erfolge (1989)
- Solitude (1991)
- Vision (1994)
- Derrick Forever (1995)
- Angel of Mine (2001)
- Spuren (2001)
- Colour Collection (2006)

## Filmographie
- 1994 : Inspecteur Derrick : Pierre, le pianiste (ép. 239, La clé)